# Geoarqueología

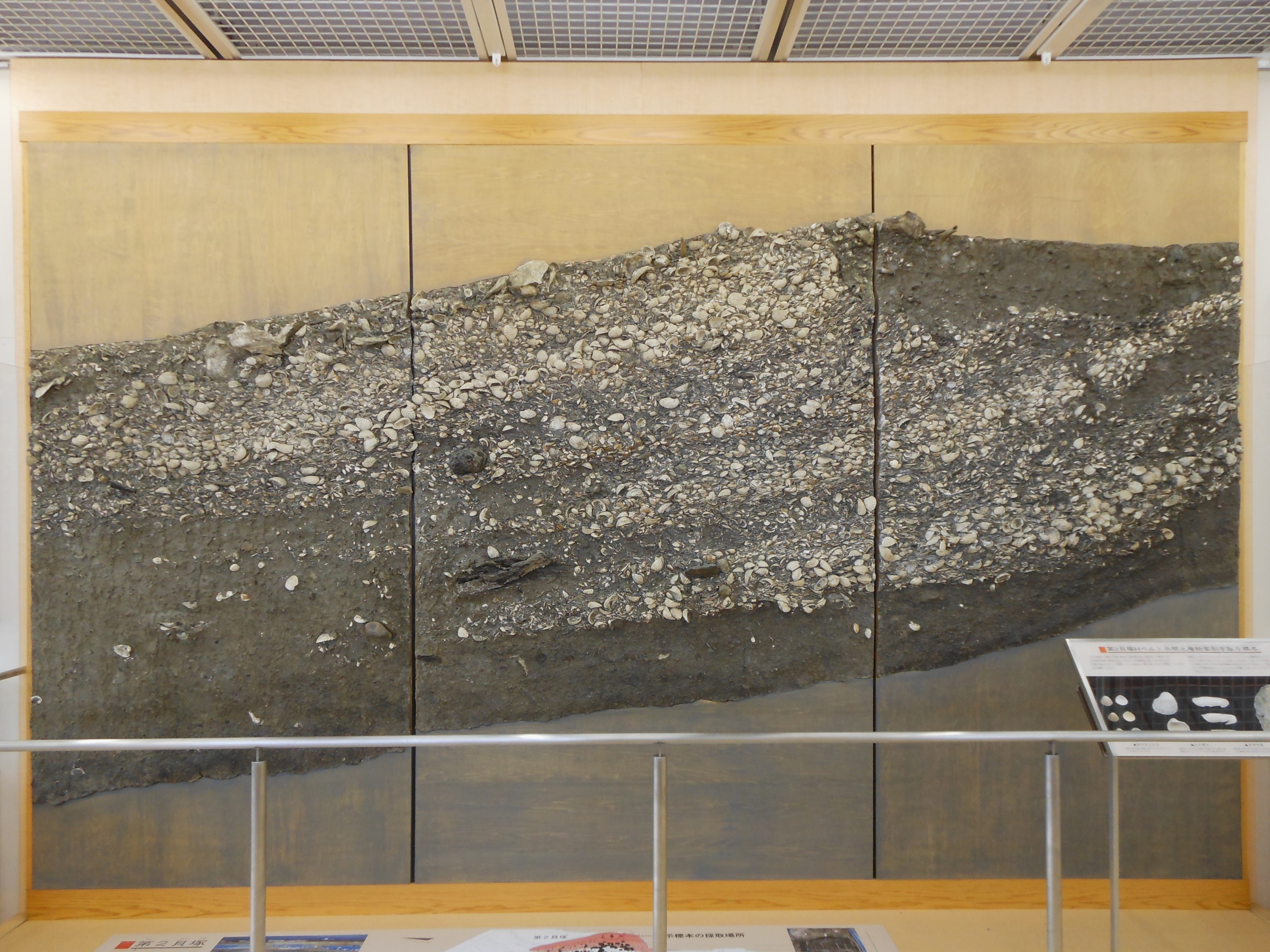
Perfil estratigráfico de un conchal del período Jōmon en Japón.

La geoarqueología es una disciplina que combina las ciencias de la Tierra con la arqueología. En general, la geoarqueología esta interesada en comprender las complejas interacciones de las sociedades con su entorno a largo plazo (en términos de unos pocos cientos de miles de años, un tiempo menor que el de la geología, para afirmar la especificidad de este enfoque). Para algunos es una rama de la arqueología y para otros es una rama de las ciencias de la Tierra. La geoarqueología se lleva a cabo mediante el estudio de sedimentos dentro o fuera de sitios arquelógicos y por el estudio y cartografía de las formas del paisaje. La geoarqueología permite comprender la función de los sitios arqueológicos y sus impactos en la evolución de los paisajes.

## Historia
El desarrollo de la geoarqueología tiene antecedentes ya desde los comienzos de la arqueología. Se ha sugerido que el enfoque multidisciplinario que se dio en los años 1960 por iniciativa de prehistoriadores y geólogos del Cuaternario que se enmarcaban en la corriente anglosajona de la Nueva Arqueología habría influido en la maduración de la disciplina. En los años 1970s su aplicación se masificó, y ya en los años 1990s la disciplina alcanzó una consolidación. En América del Sur la disciplina se desplegó de forma amplia en la segunda mitad de la década de 1980. Desde 2012 varios profesionales dedicados a la geoarquelogía en Latinoamérica han formado el Grupo de Estudios Geoarqueológicos de América Latina (GEGAL).